# Васил Василев (генерал-майор, р. 1950)
Вижте пояснителната страница за други личности с името Васил Василев.
Васил Теофилов Василев е генерал-майор от МВР на България.

## Биография
Васил Василев е роден на 9 април 1950 г. в София. Учи във Висшия институт на МВР. По-късно специализира в САЩ и в Скотланд ярд във Великобритания. От 1976 г. работи в министерството на вътрешните работи. До 1989 г. работи в стопанска полиция. През 1995 г. е уволнен от министъра на вътрешните работи Любомир Начев. През 1996 г. е възстановен. Бил е началник на служба „Полиция“ на РДВР-София. По-късно напуска МВР и започва работа в застрахователна компания. Бил е експерт в XXXVII народно събрание. От 1997 г. е директор на РДВР-София. На 3 декември 1998 г. е назначен за директор на Националната служба „Полиция“ към Министерството на вътрешните работи. Пенсионира се през 2004 г., но до 2010 г. е експерт в парламентарната комисия по вътрешна сигурност и обществен ред. От 3 декември 1998 г. е назначен за директор на Национална служба „Полиция“. На 26 февруари 1999 г. е удостоен с висше военно звание генерал-майор. На 15 декември 2003 г. е освободен от длъжността директор на Национална служба „Полиция“ на МВР. До 2020 г. е председател на комисията по етика и феърплей към Българския футболен съюз.